# یارومیر ناوراتیل
یارومیر ناوراتیل (چکی: Jaromír Navrátil؛ زادهٔ ۲۰ فوریهٔ ۱۹۶۳) بازیکن فوتبال اهل جمهوری چک بود.
از باشگاه‌هایی که در آن بازی کرده‌است می‌توان به باشگاه فوتبال ویکتوریا ژیژکوف، باشگاه فوتبال بلشانی، باشگاه فوتبال اسلاویا پراگ، باشگاه فوتبال بوهمیانس ۱۹۰۵، باشگاه فوتبال باومیت یابلونتس، باشگاه فوتبال ملادا بولسلاف، و باشگاه فوتبال زبرویوفکا برنو اشاره کرد.
وی همچنین در تیم ملی فوتبال جمهوری چک بازی کرده‌است.